# 寺田村 (富山県)
寺田村（てらだむら）は、富山県の中新川郡にかつて存在した自治体の1つ。

## 歴史・沿革
- 1889年（明治22年）4月1日 - 町村制の施行により、上新川郡寺田極楽寺村、浦田村、浦田新村、竹鼻新村、寺田極楽寺新村、西若林村、二ツ塚村、若宮村、引越田添村、沢端新村及び高木村の区域をもって、上新川郡寺田村が発足する。
- 1896年（明治29年）3月29日 - 郡制の施行のため、上新川郡の区域から分立して、中新川郡が発足により、中新川郡に所属となる。
- 1941年（昭和16年）6月1日 - 中新川郡寺田村及び弓庄村が合併して、中新川郡新川村が発足する。

## 備考
村役場は当初、寺田極楽寺の民家を借用していたが、1926年（大正15年）6月、寺田の地にあった小学校の旧校舎を改築し転居した。

## 歴代村長
出典→
1. 林豊二（1889年6月 - 1892年4月30日）
2. 林豊二（1892年5月3日 - 1897年1月20日）
3. 山元次郎三郎（1897年3月 - 1901年11月）
4. 林淸六（1901年12月25日 - 1903年12月8日）
5. 金岡喜右衛門（1904年1月8日 - 1904年11月19日）
6. 高江忠右衛門（1904年12月15日 - 1905年3月25日）
7. 廣田理右衛門（1905年4月17日 - 1906年7月29日）
8. 奥村忠造（1906年8月14日 - 1910年8月13日）
9. 奥村忠造（1910年8月26日 - 1913年4月23日）
10. 河本敬二（1913年5月9日 - 1915年10月19日）
11. 河本敬二（1915年11月8日 - 1916年1月31日）
12. 井上庄平（1916年3月31日 - 1924年3月30日）
13. 永井甚四郎（1924年4月7日 - 1928年4月6日）
14. 金田重太郎（1928年4月7日 - 1932年4月6日）
15. 金岡吉雄（1932年4月23日 - 1936年1月23日）
16. 金岡吉雄（1936年1月29日 - 1940年1月28日）
17. 永井栄吉（1940年2月20日 - 1940年7月30日）
18. 坂井市平（1940年8月7日 - 1941年11月）